# Сунни, Урве
Урве Сунни-Дзидзария (эст. Urve Sunni (Sunny)-Dzidzaria; 4 ноября 1949, Охулепа, волость Хагери (ныне в волости Рапла), Рапламаа) — эстонская художница, кукольница, декоратор и педагог.

## Биография
Начала карьеру в 1967 году на студии «Таллинфильм» как художник-постановщик кукольных мультфильмов. В 1970 году поступила в Эстонскую академию художеств, окончив её в 1976 году по классу монументальной живописи.
В 1978—1987 годах продолжала работать в качестве художника-декоратора на «Таллиннфильме».
1987 года начала преподавать в Эстонской академии художеств и других вузах.
За многие годы Сунни-Дзидзария создала многочисленные монументальные работы — фрески, витражи, плафонные росписи — которые украшают общественные здания Эстонии. Является членом Союза художников Эстонии с 1984 года.
Работала с Эльбертом Тугановым и Хейно Парсом[источник?].
В 1980 году Урве Сунни-Дзидзария была удостоена премии молодому художнику-монументалисту, а в 2001 году — премии Фонда Йохана Кёлера как художник года

## Фильмография
- 1967 — Хитрый Антс и нечистый / Vanapagan sulast kauplemas
- 1968 — Оператор Кыпс в царстве камней / Operaator Kõps kiviriigis
- 1968 — Обезьянка Фипс / Ahvipoeg Fips
- 1969 — Эх, ты! Ух, ты! Ишь, ты! / Uhti! Uhti! Uhkesti!
- 1969 — Война птиц и зверей / Lindude ja loomade sõda
- 1969 — Осёл, селёдка и метла / Eesel, heeringas ja nõialuud
- 1970 — Что? Кто? Где? / Mis? Kes? Kus?
- 1970 — Снежная мельница / Lumeveski
- 1970 — Атомик / Aatomik
- 1970 — Атомик и воротилы / Aatomik ja jõmmid
- 1971 — Вот так чемпионы! / Putukate suvemängud

## Семья
Была замужем за Эдгаром Дзидзария, в браке одна дочь — Аделе-Марие. Родители — Йоханнес-Эдуард Сунни и Аделе-Марие Сунни (Конги)[источник?].